# NGC 188
NGC 188 – gromada otwarta położona na obszarze konstelacji Cefeusza, niedaleko północnego bieguna niebieskiego. Odkrył ją John Herschel 3 listopada 1831 roku.

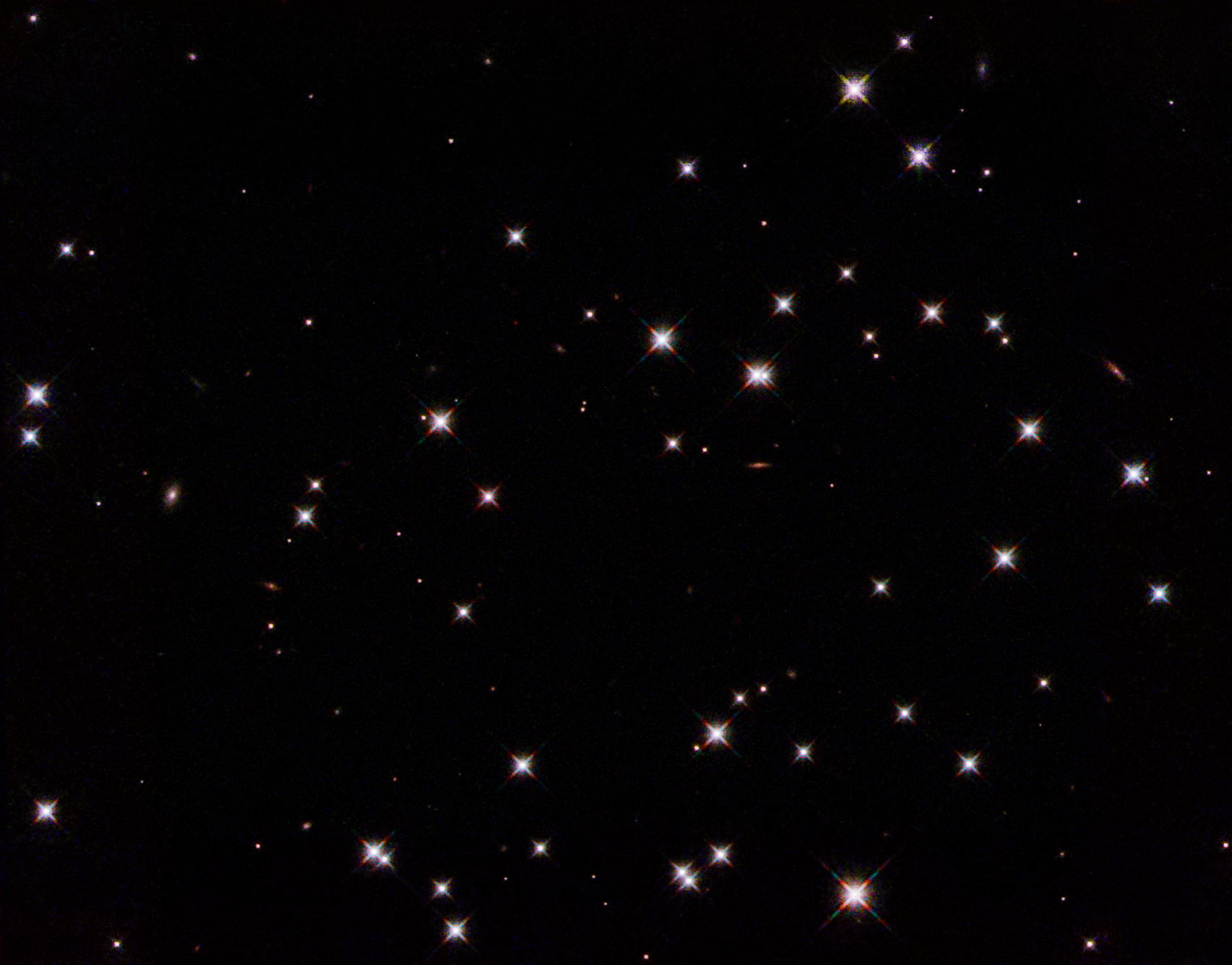
Zbliżenie z Kosmicznego Teleskopu Hubble’a

W skład gromady wchodzi około 1500 bardzo starych gwiazd, w tym bogata populacja błękitnych maruderów. Wiek NGC 188 szacuje się na około 7,5 miliarda lat, co czyni ją jedną z najstarszych gromad otwartych w Drodze Mlecznej.